# 千里浜インターチェンジ
千里浜インターチェンジ（ちりはまインターチェンジ）は、石川県羽咋市千里浜町にあるのと里山海道のインターチェンジである。

## 歴史
- 1973年（昭和48年）
  - 7月21日 - 能登海浜道路の高松IC - 柳田IC間が開通[2][4][5]。
  - 7月22日 - 供用開始[1][3][6][7]。供用開始当初は暫定2車線で[2][5]、6時から22時までが通行可能時間帯として指定（深夜は通行禁止）[2]。
- 1982年（昭和57年）9月13日 - 路線名を「能登有料道路」に変更[7]、同道路のインターチェンジとなる。
- 1994年（平成6年）8月11日 - 当ICを含む白尾IC - 柳田IC間が4車線化[7]。
- 2013年（平成25年）3月31日 - 能登有料道路が無料化されたことに伴い、のと里山海道のインターチェンジとなる[7]。

## 接続道路
- 石川県道232号若部千里浜インター線

## 周辺
- 千里浜なぎさドライブウェイ[8][9][10]
- 道の駅のと千里浜[11]
- ユーフォリア千里浜
- 大伴家持歌碑

## 隣
E86 のと里山海道
今浜IC - 志雄PA - 千里浜IC - 柳田IC